# Martha Jefferson
Martha Wayles Skelton Jefferson (Charles City County, Virginia, 19 oktober 1748 - Charlottesville, Virginia, 6 september 1782) was de echtgenote van Thomas Jefferson, de derde president van de Verenigde Staten. Ze was nooit first lady van de Verenigde Staten omdat ze overleed voor haar man president werd. Wel was ze van 1779 tot 1781 tijdens het gouverneurschap van haar man first lady van de staat Virginia. Zij wordt vaak verward met haar dochter Martha Jefferson-Randolph (1772-1836).

## Jeugd en familie
Martha (vaak ook "Patty" genoemd) was de dochter van John Wayles (1715-1773) en zijn eerste vrouw Martha (Patsy) Eppes (1712-1748), welgestelde plantagehouders uit Virginia.
John Wayles werd in Lancaster, Engeland geboren en emigreerde in 1734 naar Virginia. Hij werd advocaat en bekleedde een hoge functie in Virginia. Op kerstdag 1747 kregen John en Patsy Wayles een tweeling die echter dezelfde dag nog overleed. Een jaar later werd hun dochter Martha geboren. Patsy Eppes-Wayles overleed drie weken later.
Twee jaar later hertrouwde John Wayles met Mary Cocke; zij kregen vier kinderen: Sarah (stierf als kind), Elizabeth, Tabitha en Anne. In 1759 werd John opnieuw weduwnaar en trouwde een jaar later met de weduwe Elizabeth Lomax Skelton, die in 1761 overleed.
Na de dood van zijn derde vrouw begon Wayles een relatie met Elizabeth Hemings, een slavin die zijn eigendom was en met wie hij vijf kinderen kreeg.

## Huwelijken
In 1766 trouwde Martha Wayles met Bathurst Skelton (1744-1768) (schoonbroer van haar overleden stiefmoeder Elizabeth Lomax) met wie ze één zoon kreeg, John Wayles Skelton (1767-1771). Bathurst Skelton stierf in 1768 na een ongeval. Hun zoontje John stierf plots aan koorts in 1771. Martha was toen al verloofd met Thomas Jefferson, een plantagehouder en politicus.
Ze trouwde de toekomstige president op 1 januari 1772 in het huis van haar vader. Ze kregen zes kinderen: Martha Jefferson Randolph (1772-1836), Jane Randolph (1774-1775), een zoon zonder naam (1777), Mary (1778-1804), Lucy Elizabeth (1780-1781) en Lucy Elizabeth (1782-1785). Alleen Martha en Mary werden volwassen.

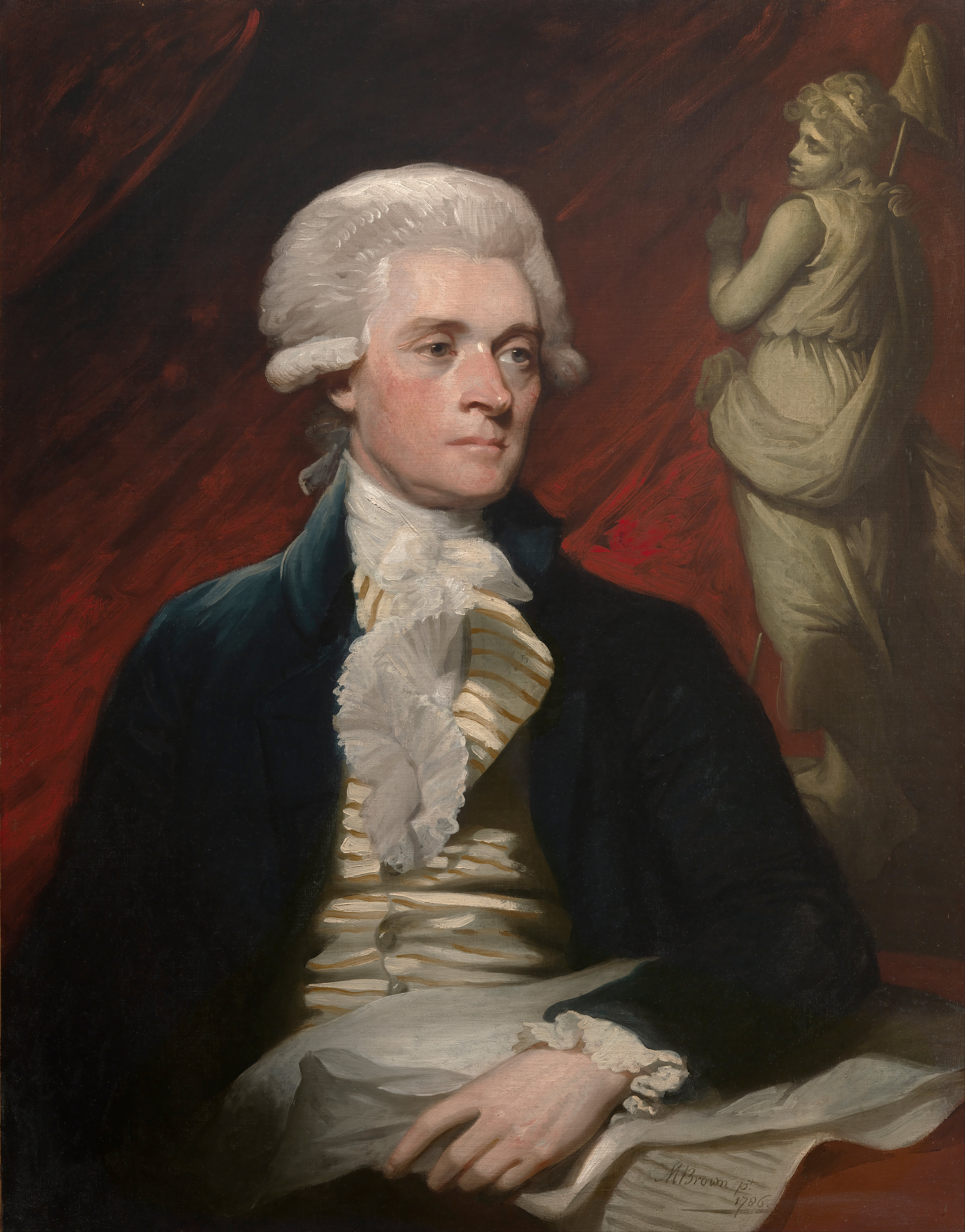
Thomas Jefferson
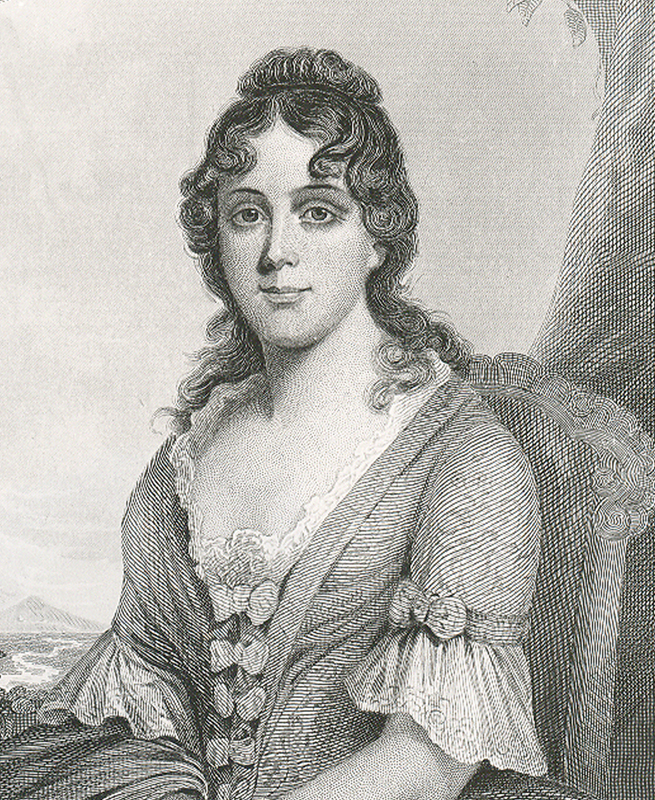
Martha Jefferson Randolph, dochter van Martha Wayles Jefferson en Thomas Jefferson

## Leven

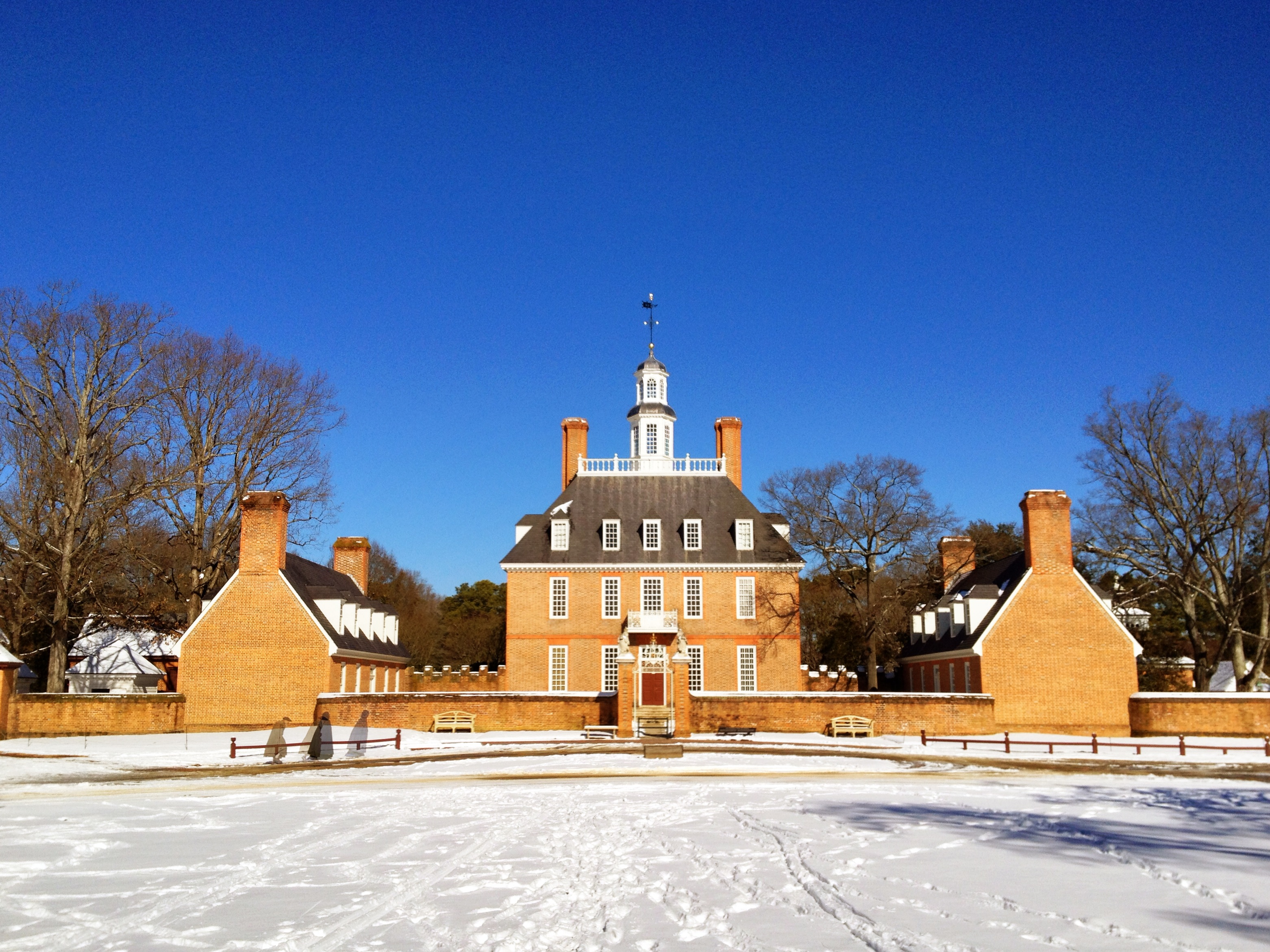
Governor's Palace, Williamsburg. Ambtswoning van de gouverneur van de staat Virginia (reconstructie). Martha Wayles Jefferson verbleef hier als Virginia's first lady.

Martha Jefferson was een intelligente vrouw, met een liefde voor muziek en literatuur. Zij had een slechte gezondheid; men denkt dat ze aan diabetes leed. Haar gezondheid werd verder ondermijnd door haar vele zwangerschappen.
Zij speelde een actieve en competente rol bij het beheer van Jeffersons landgoed Monticello. Van 1779 - 1781 was ze first lady van de staat Virginia, waar haar man tijdens de Amerikaanse Onafhankelijkheidsoorlog gouverneur was. Voor zover haar gezondheid het toeliet zette ze zich in om fondsen te werven voor de oorlog. In 1781 moest ze Monticello ontvluchten omdat er Engelse troepen in de omgeving waren.
Ze overleed in 1782 na de geboorte van haar zesde kind. Jefferson was jarenlang depressief en in de rouw. Hij vernietigde al haar brieven, zodat er relatief weinig over Martha Jefferson bekend is.
Er zijn ook geen portretten van haar bewaard gebleven. Sommige tekeningen waarvan gezegd werd dat ze Martha Wayles-Jefferson afbeeldden, zijn portretten van haar dochter Mary, die sterk op haar leek.

## Relatie met de familie Hemings
Martha Jeffersons moeder had uit haar ouderlijk huis een persoonlijke slavin meegebracht in haar huwelijk met John Wayles. Deze slavin, Susanna, had een dochter met een witte man: Elizabeth (Betty) Hemings.

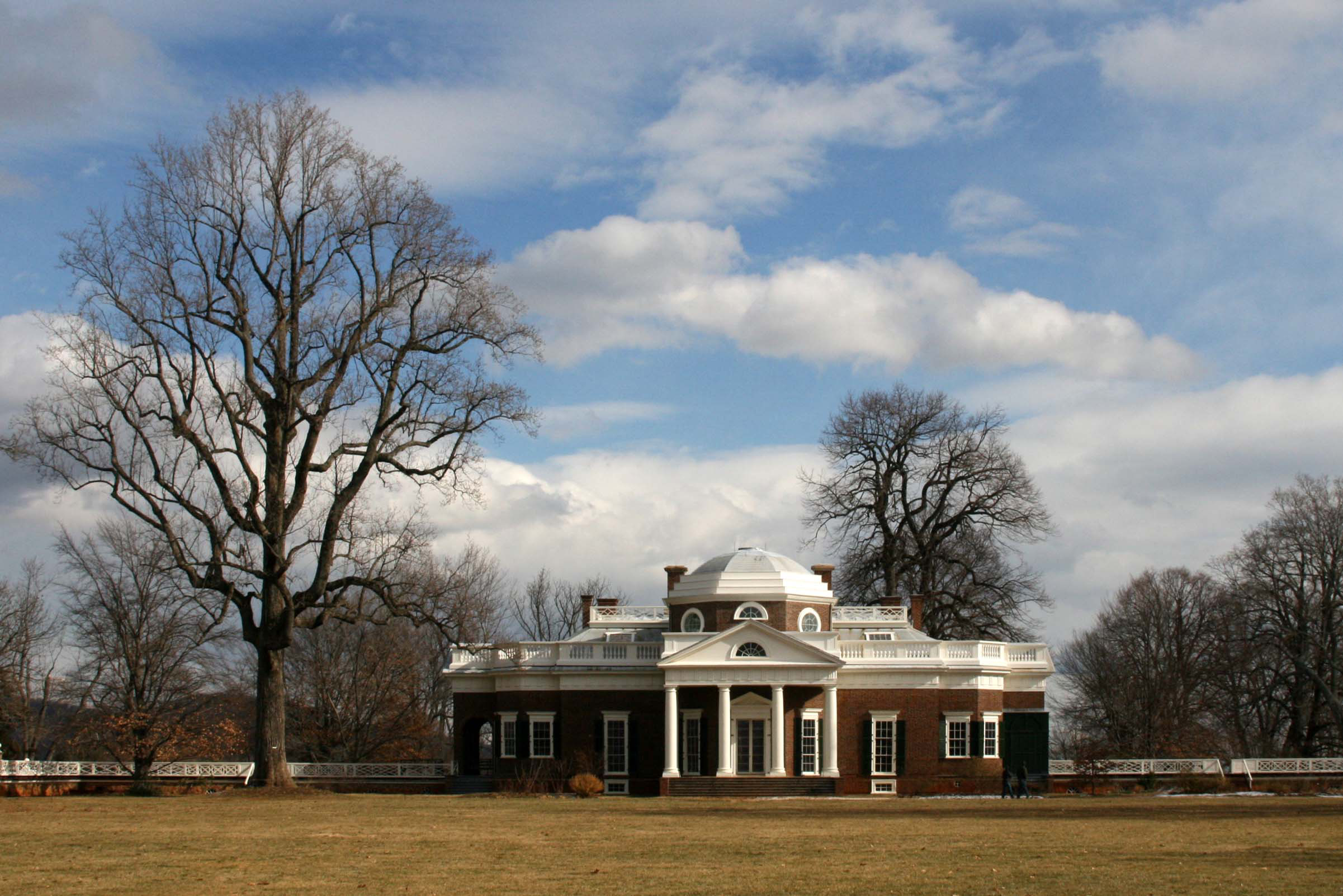
Landgoed Monticello

Martha's vader John Wayles maakte na de dood van zijn derde echtgenote Betty Hemings tot zijn concubine. Zij was toen 28 en had drie kinderen met een andere slaaf. Wayles en Betty Hemings kregen samen vijf kinderen, waaronder Sally Hemings (1773-1835). Deze kinderen werden in slavernij geboren en waren eigendom van John Wayles.
Na de dood van John Wayles erfde zijn dochter Martha Jefferson het eigendom over Betty Hemings en haar kinderen, waarvan een aantal haar halfbroers en halfzusters waren. Zij nam het gezin op in haar huishouden op Monticello; ze hadden daar een bevoorrechte positie.
Enkele jaren na de dood van Martha Jefferson werd haar halfzuster Sally Hemings, toen circa 16 jaar oud, de concubine van weduwnaar Thomas Jefferson. Zij kregen naar alle waarschijnlijkheid samen zeven kinderen, waarvan er vier volwassen werden.
- Gemeinsame Normdatei: 1080219501
- International Standard Name Identifier: 0000 0000 3154 2639
- Library of Congress Control Number: n92045612
- Nederlandse Thesaurus van Auteursnamen: 328608297
- SNAC: w6n0293j
- Système universitaire de documentation: 076344444
- Virtual International Authority File: 55806071
- WorldCat: E39PBJjd8RjMGkgfpxHtRvC84q